# YF-73
YF-73是中国第一代上面级液氢液氧火箭发动机，其下一代为YF-75。
源自1970年开始研制的YF-70火箭发动机。1976年，开始正式研制YF-73发动机，采用燃气发生器循环，由1台涡轮泵给4个燃烧室供应。发动机真空推力4.5t，真空比冲420s，具有两次启动能力。
1984年4月，装备YF-73第三级的长征三号运载火箭成功地发射了东方红二号地球同步轨道通信卫星。